# Ustanova patra Stanislava Škrabca
Ustanova patra Stanislava Škrabca (krajše Škrabčeva ustanova) je zasebna neprofitna organizacija, ki spodbuja študij in raziskovanje slovenščine ter drugih slovanskih jezikov, klasične filologije in splošnega in primerjalnega jezikoslovja. 
Svoje poslanstvo uresničuje s podeljevanjem štipendij in nagrad za dosežke na področju slovenističnega jezikoslovja ter s promoviranjem vrednosti in pomena maternega jezika. Svoj cilj delovanja razširja tudi z drugimi oblikami podpor, ki prispevajo k promociji slovenskega jezika doma in v tujini. 
Ustanova nosi ime po enem največjih jezikoslovcev slovenistov 19. stoletja patru Stanislavu Škrabcu. Temelje ustanovi je leta 2003 postavil njegov prapranečak podjetnik Janez Škrabec skupaj s Slovensko frančiškansko provinco Sv. Križa. 

## Štipendije Škrabčeve ustanove
Škrabčeva ustanova podeljuje štipendije odličnim dodiplomskim in podiplomskim študentom slovenistike, slavistike, klasične filologije in splošnega in primerjalnega jezikoslovja. Za štipendijo za podiplomski študij lahko vsako leto kandidirajo tudi študenti frančiškani. Štipendije za študij slovenskega jezika podeljuje tudi tujim študentom. 

## Nagrada Škrabčeve ustanove
Ustanova patra Stanislava Škrabca vsako drugo leto podeljuje nagrado za posebne dosežke na področju slovenističnega jezikoslovja. Nagrada vrednoti in podpira delo jezikoslovcev-slovenistov in pomembno izpostavlja dosežke na tem pomembnem strokovnem področju. 

## Nagrajenci Škrabčeve ustanove
- Jože Toporišič,
- Janko Moder,
- Martina Orožen,
- Majda Merše,
- Marko Snoj,
- Alenka Šivic Dular,
- Andreja Žele,
- Matej Šekli,
- Amebis, d. o. o., Kamnik